# Gurania polypoda
Gurania polypoda är en gurkväxtart som beskrevs av José Cuatrecasas. Gurania polypoda ingår i släktet Gurania och familjen gurkväxter. Inga underarter finns listade i Catalogue of Life.